# 이종환 (1956년)
이종환(李鍾桓, 1956년 12월 11일, 충청북도 청주시 ~ )은 대한민국의 제10대 서울특별시의원이다.

## 학력
- 청주상업고등학교 졸업

## 경력
- 한국외식업중앙회 강북구 지회장
- 골목상권살리기본부 강북구 상임대표
- 번2동 주민자치위원
- 번2동 자유총연맹위원
- 번2동 새마을협의회 지도자
- 도봉세무서 공평과세위원회 외부위원
- 강북구 아동급식위원회 위원
- 영훈고등학교 운영위원장
- 향촌숯불구이전문점 대표
- 두미집 대표
- 강북구 생활체육유도연합회 회장
- (사)한국방범기동순찰대 중앙본부 자문위원장
- 새누리당 중앙위원회 시도연합회 강북구 갑 지회장
- 새누리당 서울시당 강북구 갑 운영위원
- 제18대 박근혜 대통령 후보 중앙선대위원회 외식산업본부 부본부장
- 수유3동 주민자치위원회 위원
- 충청향우강북연합회 회장
- 2021.04 ~ 2022.06 제10대 서울특별시의회 의원
  - 2021.04 ~ 2022.06 제10대 서울특별시의회 후반기 문화체육관광위원회 위원
  - 2021.09 ~ 2022.06 제10대 서울특별시의회 후반기 윤리특별위원회 위원
  - 2021.09 ~ 2022.06 제10대 서울특별시의회 후반기 예산결산특별위원회 위원
- 2022.07 ~ 제11대 서울특별시의회 의원
  - 2022.07 ~ 2024.06 제11대 서울특별시의회 전반기 문화체육관광위원회 위원장
  - 제11대 서울특별시의회 국민의힘 이태원사고긴급대책위원회 위원
  - 2024.07 ~ : 제11대 서울특별시의회 후반기 부의장
  - 2024.07 ~ : 제11대 서울특별시의회 후반기 보건복지위원회 위원

## 수상
- 강북구민대상 체육상
- 보건복지부 장관상 외식업 부문
- 농림수산부 장관상 외식업 부문
- 강북구지체장애인협의회 감사패
- 구립교육촌경로당 감사패
- 영훈고등학교 감사패

## 역대 선거 결과
|  | 3.87% |

|  | 50.78% |

|  | 50.09% |